# La Chapelle-des-Marais
La Chapelle-des-Marais – miejscowość i gmina we Francji, w regionie Kraj Loary, w departamencie Loara Atlantycka.
Według danych na rok 2010 gminę zamieszkiwały 3772 osoby, a gęstość zaludnienia wynosiła 209 osób/km².